# Segunda División B de España 2008-09
La temporada 2008-09 de la Segunda División B de España de fútbol corresponde a la 32.ª edición del campeonato y se disputó entre el 31 de agosto de 2008 y terminó el 10 de mayo de 2009 en su fase regular. Posteriormente se disputó la promoción de ascenso entre el 17 de mayo y el 21 de junio.

## Sistema de competición
Participan ochenta clubes de toda la geografía española, encuadrados en cuatro grupos de veinte equipos según proximidad geográfica. Se enfrentan en cada grupo todos contra todos en dos ocasiones -una en campo propio y otra en campo contrario- durante un total de 38 jornadas. El orden de los encuentros se decide por sorteo antes de empezar la competición. La Real Federación Española de Fútbol es la responsable de designar a los árbitros de cada encuentro.
El ganador de un partido obtiene tres puntos, el perdedor no suma puntos, y en caso de un empate hay un punto para cada equipo. Al término del campeonato, los cuatro equipos que acumulan más puntos en cada grupo juegan la promoción de ascenso. Esta promoción tiene formato de eliminación directa a doble partido, los primeros clasificados se enfrentan entre sí en emparejamientos que se determinan por sorteo y los dos vencedores ascienden a Segunda División y juegan otra eliminatoria para decidir el campeón de Segunda División B. Los perdedores se unen al resto de eliminatorias que disputan segundos contra cuartos, y los terceros entre sí. Tras disputarse tres rondas eliminatorias los dos equipos vencedores ascienden igualmente a Segunda División.
Los cuatro últimos equipos clasificados de cada grupo descienden a Tercera División. Los decimosextos clasificados juegan la promoción por la permanencia que se disputa por eliminación directa a doble partido y los emparejamientos se determinan por sorteo. Los dos equipos derrotados pierden la categoría.

## Equipos de la temporada 2008-09
| Datos de ascensos y descensos |
| --- |
| Cádiz CF, Granada 74 CF, Polideportivo Ejido y Racing de Ferrol descienden de Segunda División A. Alicante CF, Girona FC, SD Huesca y Rayo Vallecano ascienden a Segunda División A. CD Alcalá, Algeciras CF, CD Baza, Burgos CF, RCD Espanyol "B", CF Fuenlabrada, CE L'Hospitalet, Levante UD "B", Logroñés CF, Mazarrón CF, UE MiApuesta Castelldefels, CD Ourense, CF Palencia, Peña Sport FC, CD San Isidro, UD San Sebastián de los Reyes, Talavera CF y Villajoyosa CF descienden a Tercera División. También desciende el CD Logroñés por motivos económicos. UD Alzira, Antequera CF, CD Atlético Baleares, CF Atlético Ciudad, FC Barcelona "B", SD Ciudad de Santiago, Las Palmas Atlético, RB Linense, CDA Navalcarnero, SCR Peña Deportiva, Sangonera Atlético CF, Racing de Santander "B", CD Roquetas, Real Murcia CF "B", CD San Fernando, UE Sant Andreu, Sporting de Gijón "B" y Valencia CF Mestalla ascienden a Segunda División B. También asciende el CD Alfaro que ocupa la plaza del CD Logroñés. |

### Grupo I
En este grupo se encuentran los equipos de: Galicia (6), Asturias (2), Cantabria (1), País Vasco (6) y Castilla y León (5).
| - RC Celta de Vigo "B" - SD Ciudad de Santiago - RC Deportivo de La Coruña "B" - CD Lugo - Pontevedra CF - Racing de Ferrol - Club Marino de Luanco - Sporting de Gijón "B" - Racing de Santander "B" - Barakaldo CF |  | - Athletic Club "B" - SD Lemona - Real Sociedad de Fútbol "B" - Real Unión Club - Sestao River Club - Cultural Leonesa - CD Guijuelo - SD Ponferradina - Real Valladolid CF "B" - Zamora CF |

### Grupo II
En este grupo se encuentran los equipos de: Comunidad de Madrid (5), Canarias (7), La Rioja (1), Región de Murcia (6) y Extremadura (1).
| - AD Alcorcón - Atlético de Madrid "B" - CD Leganés - CDA Navalcarnero - Real Madrid Castilla - UD Fuerteventura - UD Lanzarote - Las Palmas Atlético - UD Pájara Playas de Jandía - Universidad LPGC CF |  | - UD Vecindario - UD Villa de Santa Brígida - CD Alfaro - Águilas CF - CF Atlético Ciudad - FC Cartagena - Lorca Deportiva CF - Real Murcia CF "B" - Sangonera Atlético CF - Mérida UD |

### Grupo III
En este grupo se encuentran los equipos de: Cataluña (8), Comunidad Valenciana (8), Islas Baleares (3) y Navarra (1).
| - CF Badalona - FC Barcelona "B" - CF Gavà - UDA Gramenet - UE Lleida - CE Sabadell FC - UE Sant Andreu - Terrassa FC - CD Alcoyano - UD Alzira |  | - Benidorm CD - CD Denia - Ontinyent CF - Orihuela CF - Valencia CF Mestalla - Villarreal CF "B" - CD Atlético Baleares - UD Ibiza-Eivissa - SCR Peña Deportiva - Atlético Osasuna "B" |

### Grupo IV
En este grupo se encuentran los equipos de: Andalucía (15), Castilla-La Mancha (3) y las ciudades autónomas de Ceuta (1) y Melilla (1).
| - Antequera CF - Real Betis "B" - Cádiz CF - Écija Balompié - Granada CF - Granada 74 CF - Real Jaén CF - CD Linares - RB Linense - Lucena CF |  | - UD Marbella - Polideportivo Ejido - Racing Portuense - CD Roquetas - CD San Fernando - UB Conquense - CD Guadalajara - UD Puertollano - AD Ceuta - UD Melilla |

## Clasificaciones y resultados

### Grupo I

#### Clasificación
| Pos. | Equipo                            | Pts. | PJ | G  | E  | P  | GF | GC | Dif. | Clasificación                                   |
| ---- | --------------------------------- | ---- | -- | -- | -- | -- | -- | -- | ---- | ----------------------------------------------- |
| 1    | Real Unión Club (A)               | 75   | 38 | 21 | 12 | 5  | 57 | 25 | +32  | Acceso a Promoción de ascenso para campeones    |
| 2    | Cultural Leonesa                  | 70   | 38 | 20 | 10 | 8  | 45 | 23 | +22  | Acceso a Promoción de ascenso para no campeones |
| 3    | S. D. Ponferradina                | 63   | 38 | 18 | 9  | 11 | 54 | 41 | +13  | Acceso a Promoción de ascenso para no campeones |
| 4    | Zamora C. F.                      | 61   | 38 | 17 | 10 | 11 | 47 | 34 | +13  | Acceso a Promoción de ascenso para no campeones |
| 5    | R. C. Celta de Vigo "B"           | 58   | 38 | 15 | 13 | 10 | 42 | 26 | +16  |                                                 |
| 6    | S. D. Lemona                      | 58   | 38 | 16 | 10 | 12 | 31 | 31 | 0    |                                                 |
| 7    | Racing de Ferrol                  | 56   | 38 | 16 | 8  | 14 | 43 | 44 | −1   |                                                 |
| 8    | C. D. Lugo                        | 55   | 38 | 15 | 10 | 13 | 57 | 48 | +9   |                                                 |
| 9    | C. D. Guijuelo                    | 53   | 38 | 14 | 11 | 13 | 45 | 37 | +8   |                                                 |
| 10   | Barakaldo C. F.                   | 53   | 38 | 15 | 8  | 15 | 35 | 39 | −4   |                                                 |
| 11   | Bilbao Athletic                   | 52   | 38 | 14 | 10 | 14 | 48 | 43 | +5   |                                                 |
| 12   | Pontevedra C. F.                  | 51   | 38 | 14 | 9  | 15 | 50 | 49 | +1   |                                                 |
| 13   | S. D Ciudad de Santiago (D)       | 50   | 38 | 13 | 11 | 14 | 42 | 42 | 0    | Descenso a Tercera División                     |
| 14   | Racing de Santander "B"           | 47   | 38 | 12 | 11 | 15 | 38 | 47 | −9   |                                                 |
| 15   | Sestao River                      | 46   | 38 | 10 | 16 | 12 | 37 | 41 | −4   |                                                 |
| 16   | Sporting de Gijón "B"             | 45   | 38 | 13 | 6  | 19 | 46 | 55 | −9   | Acceso a Promoción de permanencia               |
| 17   | R. C. Deportivo La Coruña "B" (D) | 39   | 38 | 9  | 12 | 17 | 40 | 53 | −13  | Descenso a Tercera División                     |
| 18   | Real Sociedad "B" (D)             | 38   | 38 | 9  | 12 | 17 | 29 | 43 | −14  | Descenso a Tercera División                     |
| 19   | Real Valladolid C. F. "B" (D)     | 36   | 38 | 10 | 6  | 22 | 22 | 61 | −39  | Descenso a Tercera División                     |
| 20   | Marino de Luanco (D)              | 33   | 38 | 9  | 6  | 23 | 22 | 58 | −36  | Descenso a Tercera División                     |

 Fuente: BDFutbol
Criterios de clasificación: Puntos · Enfrentamientos directos · Diferencia de goles · Goles a favor · Play-off
Notas:
1. ↑  La S. D Ciudad de Santiago fue descendida a Tercera división por motivos económicos
2. ↑  La Real Sociedad "B" figura con un punto menos, por alineación indebida en el partido Real Sociedad B - Pontevedra, aunque se conservó el resultado del partido

#### Resultados
| Local \ Visitante             | Bar | Bil | Cel | Ciu | Cul | Dep | Fer | Gui | Lem | Lug | Mar | Pof | Pot | Rac | Rso | Run | Ses | Spo | Val | Zam |
| ----------------------------- | --- | --- | --- | --- | --- | --- | --- | --- | --- | --- | --- | --- | --- | --- | --- | --- | --- | --- | --- | --- |
| Barakaldo CF                  | —   | 1–5 | 0–4 | 2–1 | 1–0 | 1–1 | 1–0 | 0–0 | 0–0 | 2–0 | 0–3 | 1–2 | 1–1 | 2–1 | 2–0 | 1–0 | 2–0 | 2–0 | 4–1 | 1–1 |
| Athletic Club "B"             | 3–1 | —   | 0–3 | 3–2 | 3–1 | 1–1 | 4–1 | 1–0 | 1–0 | 0–0 | 0–0 | 2–0 | 0–3 | 1–4 | 0–1 | 1–2 | 0–0 | 1–0 | 0–1 | 1–1 |
| RC Celta de Vigo "B"          | 0–1 | 1–1 | —   | 1–0 | 0–1 | 2–0 | 0–0 | 2–1 | 2–1 | 0–0 | 0–1 | 0–1 | 1–0 | 4–0 | 2–0 | 1–2 | 1–1 | 1–2 | 2–1 | 1–0 |
| SD Ciudad de Santiago         | 0–1 | 1–0 | 0–1 | —   | 1–0 | 1–1 | 1–0 | 1–1 | 1–0 | 2–2 | 2–0 | 1–2 | 2–2 | 2–1 | 1–3 | 1–1 | 1–0 | 4–4 | 3–1 | 0–2 |
| Cultural Leonesa              | 2–0 | 1–1 | 0–3 | 1–0 | —   | 2–0 | 0–0 | 2–0 | 3–0 | 3–2 | 1–0 | 1–0 | 2–0 | 6–1 | 2–0 | 0–2 | 1–0 | 1–0 | 1–0 | 1–0 |
| RC Deportivo de La Coruña "B" | 1–0 | 3–4 | 1–1 | 1–1 | 1–1 | —   | 3–0 | 0–2 | 0–1 | 2–3 | 1–0 | 2–0 | 0–1 | 0–0 | 0–0 | 0–2 | 0–1 | 3–2 | 2–1 | 2–2 |
| Racing de Ferrol              | 2–0 | 0–2 | 2–2 | 1–2 | 2–1 | 2–1 | —   | 2–1 | 3–0 | 2–0 | 1–0 | 2–0 | 1–0 | 0–1 | 2–4 | 1–1 | 2–1 | 1–0 | 1–0 | 0–0 |
| CD Guijuelo                   | 3–1 | 1–0 | 0–0 | 2–0 | 0–0 | 0–3 | 1–0 | —   | 1–1 | 0–0 | 5–0 | 0–1 | 3–1 | 0–0 | 3–1 | 4–0 | 2–0 | 4–3 | 1–1 | 2–1 |
| SD Lemona                     | 0–0 | 0–0 | 1–0 | 1–0 | 0–0 | 2–1 | 1–0 | 1–0 | —   | 1–1 | 2–1 | 2–0 | 2–0 | 1–0 | 0–0 | 0–3 | 2–2 | 1–0 | 2–0 | 1–0 |
| CD Lugo                       | 1–0 | 2–1 | 3–1 | 0–1 | 1–4 | 2–1 | 1–1 | 0–1 | 1–0 | —   | 4–0 | 2–4 | 2–1 | 4–0 | 3–0 | 0–3 | 4–0 | 2–2 | 2–1 | 0–1 |
| Club Marino de Luanco         | 1–0 | 1–0 | 0–1 | 1–0 | 0–2 | 1–1 | 3–2 | 2–1 | 0–0 | 0–5 | —   | 0–1 | 0–1 | 1–1 | 0–0 | 0–3 | 1–0 | 0–3 | 2–0 | 1–2 |
| SD Ponferradina               | 0–0 | 0–1 | 1–1 | 1–1 | 0–0 | 2–0 | 2–0 | 2–0 | 1–2 | 3–3 | 1–0 | —   | 5–1 | 1–0 | 1–0 | 0–0 | 1–1 | 4–1 | 3–1 | 2–0 |
| Pontevedra CF                 | 1–0 | 3–1 | 1–1 | 0–4 | 2–2 | 1–1 | 2–3 | 3–0 | 0–0 | 1–1 | 4–1 | 3–0 | —   | 2–1 | 2–1 | 1–0 | 1–1 | 3–1 | 3–0 | 1–2 |
| Racing de Santander "B"       | 1–0 | 0–2 | 0–0 | 1–0 | 0–0 | 3–1 | 3–0 | 1–3 | 0–1 | 1–0 | 2–0 | 1–1 | 0–0 | —   | 4–2 | 0–1 | 3–2 | 2–1 | 1–2 | 2–1 |
| Real Sociedad "B"             | 0–2 | 2–1 | 1–1 | 1–1 | 0–0 | 1–1 | 0–1 | 1–0 | 2–1 | 0–1 | 1–0 | 1–3 | 1–0 | 0–0 | —   | 2–2 | 0–0 | 2–0 | 1–1 | 0–1 |
| Real Unión Club               | 0–1 | 1–1 | 0–1 | 1–1 | 2–1 | 4–1 | 2–0 | 1–1 | 3–1 | 1–1 | 5–0 | 0–0 | 1–0 | 2–0 | 1–0 | —   | 1–1 | 2–1 | 1–0 | 2–1 |
| Sestao River Club             | 0–0 | 0–3 | 0–0 | 1–2 | 0–0 | 2–0 | 1–1 | 1–1 | 1–0 | 3–0 | 2–1 | 4–2 | 2–1 | 1–1 | 1–0 | 1–1 | —   | 1–2 | 1–1 | 0–0 |
| Sporting de Gijón "B"         | 1–3 | 1–0 | 1–0 | 0–1 | 1–0 | 1–2 | 2–5 | 0–0 | 1–0 | 2–1 | 0–0 | 2–1 | 0–3 | 1–1 | 1–0 | 0–1 | 2–0 | —   | 3–0 | 1–1 |
| Real Valladolid CF "B"        | 1–0 | 2–1 | 1–0 | 0–0 | 0–1 | 0–2 | 0–0 | 2–0 | 2–1 | 1–2 | 2–1 | 1–4 | 3–1 | 1–0 | 1–1 | 0–3 | 1–4 | 1–4 | —   | 0–1 |
| Zamora CF                     | 2–1 | 2–2 | 1–1 | 2–0 | 0–1 | 3–0 | 1–2 | 2–1 | 1–2 | 2–1 | 2–0 | 4–2 | 3–0 | 1–1 | 1–0 | 0–0 | 0–1 | 1–0 | 2–1 | —   |

#### Máximos goleadores
| #  | Jugador        | Equipo                | Goles |
| -- | -------------- | --------------------- | ----- |
| 1º | Ballesteros    | CD Guijuelo           | 19    |
| 2º | Óscar de Paula | SD Ponferradina       | 16    |
| 3º | Paixao         | Cultural Leonesa      | 13    |
| 4º | Maikel         | SD Ciudad de Santiago | 12    |
| 5º | Goikoetxea     | Real Unión Club       | 12    |

#### Porteros menos goleados
| #  | Jugador      | Equipo               | Goles | Partidos | Promedio |
| -- | ------------ | -------------------- | ----- | -------- | -------- |
| 1º | Bermúdez     | Cultural Leonesa     | 18    | 33       | 0,54     |
| 2º | Joel         | RC Celta de Vigo "B" | 24    | 36       | 0,66     |
| 3º | Etxebarrieta | SD Lemona            | 21    | 30       | 0,7      |
| 4º | Dani         | Zamora CF            | 34    | 38       | 0,89     |
| 5º | Escalona     | CD Guijuelo          | 34    | 34       | 1        |

### Grupo II

#### Clasificación
| Pos. | Equipo                            | Pts. | PJ | G  | E  | P  | GF | GC | Dif. | Clasificación                                   |
| ---- | --------------------------------- | ---- | -- | -- | -- | -- | -- | -- | ---- | ----------------------------------------------- |
| 1    | F. C. Cartagena (A)               | 73   | 38 | 20 | 13 | 5  | 60 | 28 | +32  | Acceso a Promoción de ascenso para campeones    |
| 2    | Lorca Deportiva C. F. (D)         | 69   | 38 | 20 | 9  | 9  | 58 | 34 | +24  | Descenso a Tercera División                     |
| 3    | A. D. Alcorcón                    | 66   | 38 | 16 | 18 | 4  | 61 | 34 | +27  | Acceso a Promoción de ascenso para no campeones |
| 4    | C. D. Leganés                     | 66   | 38 | 18 | 12 | 8  | 51 | 37 | +14  | Acceso a Promoción de ascenso para no campeones |
| 5    | Real Murcia C. F. "B"             | 65   | 38 | 18 | 11 | 9  | 41 | 32 | +9   |                                                 |
| 6    | Real Madrid Castilla C. F.        | 63   | 38 | 18 | 9  | 11 | 60 | 45 | +15  |                                                 |
| 7    | Mérida U. D. (D)                  | 62   | 38 | 17 | 11 | 10 | 50 | 34 | +16  | Descenso a Tercera División                     |
| 8    | C. F. Atlético Ciudad             | 62   | 38 | 16 | 14 | 8  | 39 | 27 | +12  |                                                 |
| 9    | Sangonera Atlético C. F.          | 56   | 38 | 13 | 17 | 8  | 46 | 37 | +9   |                                                 |
| 10   | Águilas C. F.                     | 55   | 38 | 15 | 10 | 13 | 43 | 44 | −1   |                                                 |
| 11   | U. D. Vecindario                  | 52   | 38 | 14 | 10 | 14 | 36 | 39 | −3   |                                                 |
| 12   | Universidad LPGC C. F.            | 48   | 38 | 12 | 12 | 14 | 32 | 45 | −13  |                                                 |
| 13   | Atlético de Madrid "B"            | 47   | 38 | 12 | 11 | 15 | 43 | 44 | −1   |                                                 |
| 14   | U. D. Lanzarote                   | 40   | 38 | 10 | 10 | 18 | 40 | 57 | −17  |                                                 |
| 15   | U. D. Fuerteventura (D)           | 39   | 38 | 11 | 6  | 21 | 45 | 66 | −21  | Descenso a Tercera División                     |
| 16   | U. D. Las Palmas Atlético (D)     | 38   | 38 | 10 | 8  | 20 | 38 | 54 | −16  | Acceso a Promoción de permanencia               |
| 17   | C. D. A. Navalcarnero (D)         | 37   | 38 | 10 | 7  | 21 | 37 | 55 | −18  | Descenso a Tercera División                     |
| 18   | U. D. Pájara-Playas de Jandía (D) | 35   | 38 | 8  | 11 | 19 | 38 | 55 | −17  | Descenso a Tercera División                     |
| 19   | C. D. Alfaro (D)                  | 32   | 38 | 8  | 8  | 22 | 31 | 55 | −24  | Descenso a Tercera División                     |
| 20   | U. D. Villa de Santa Brígida (D)  | 26   | 38 | 5  | 11 | 22 | 33 | 60 | −27  | Descenso a Tercera División                     |

 Fuente: BDFutbol
Criterios de clasificación: Puntos · Enfrentamientos directos · Diferencia de goles · Goles a favor · Play-off
Notas:
1. ↑  El Lorca Deportiva C. F. descendió a Tercera División por motivos económicos.
2. ↑  La Mérida U. D. descendió a Tercera División por motivos económicos.
3. ↑  La U. D. Fuerteventura descendió a Tercera División por motivos económicos.

#### Resultados
| Local \ Visitante          | Agu | Alc | Alf | AtC | Atl | Car | Fue | Lan | LPa | Leg | Lor | Mer | Nav | Paj | Rmu | Rma | San | Uni | Vec | Vil |
| -------------------------- | --- | --- | --- | --- | --- | --- | --- | --- | --- | --- | --- | --- | --- | --- | --- | --- | --- | --- | --- | --- |
| Águilas CF                 | —   | 1–1 | 2–3 | 0–0 | 2–0 | 0–2 | 0–2 | 2–4 | 3–1 | 0–0 | 1–1 | 1–0 | 2–1 | 1–0 | 0–0 | 1–1 | 1–1 | 1–0 | 1–0 | 4–0 |
| AD Alcorcón                | 2–0 | —   | 1–0 | 0–0 | 1–1 | 3–2 | 5–1 | 2–1 | 3–0 | 1–3 | 2–5 | 2–0 | 1–0 | 5–1 | 1–1 | 1–1 | 1–1 | 1–1 | 3–2 | 4–1 |
| CD Alfaro                  | 1–1 | 0–0 | —   | 1–0 | 0–1 | 0–0 | 2–0 | 2–0 | 1–1 | 1–1 | 1–3 | 1–1 | 0–2 | 0–1 | 0–3 | 2–3 | 1–2 | 3–1 | 0–2 | 1–1 |
| CF Atlético Ciudad         | 1–1 | 1–0 | 0–1 | —   | 2–0 | 0–2 | 2–1 | 4–1 | 2–1 | 1–1 | 2–1 | 0–1 | 1–1 | 2–0 | 2–1 | 5–0 | 0–0 | 0–0 | 2–0 | 2–1 |
| Atlético de Madrid "B"     | 2–1 | 1–1 | 2–1 | 1–2 | —   | 1–2 | 0–0 | 6–0 | 2–1 | 0–0 | 2–3 | 4–0 | 1–0 | 0–1 | 1–1 | 0–0 | 0–4 | 0–2 | 2–0 | 3–0 |
| FC Cartagena               | 3–0 | 1–1 | 1–0 | 1–1 | 1–0 | —   | 3–1 | 1–1 | 1–0 | 3–1 | 0–1 | 2–2 | 1–1 | 1–0 | 2–0 | 1–0 | 1–0 | 4–0 | 1–1 | 5–1 |
| UD Fuerteventura           | 0–1 | 1–1 | 1–0 | 0–2 | 1–2 | 0–2 | —   | 1–2 | 1–0 | 2–2 | 1–2 | 2–0 | 1–1 | 4–2 | 1–2 | 2–3 | 4–4 | 2–0 | 1–2 | 2–1 |
| UD Lanzarote               | 0–1 | 0–0 | 4–0 | 0–1 | 1–1 | 1–4 | 4–1 | —   | 1–0 | 0–0 | 0–1 | 1–3 | 0–2 | 4–3 | 3–1 | 1–3 | 2–2 | 0–0 | 1–2 | 1–0 |
| Las Palmas Atlético        | 1–3 | 0–2 | 3–1 | 0–0 | 4–1 | 2–3 | 1–2 | 2–0 | —   | 1–0 | 1–0 | 0–2 | 3–0 | 1–1 | 0–1 | 1–0 | 1–1 | 2–0 | 0–2 | 1–0 |
| CD Leganés                 | 3–0 | 0–6 | 2–1 | 3–0 | 2–1 | 2–1 | 2–0 | 0–0 | 1–1 | —   | 3–0 | 1–2 | 3–0 | 2–0 | 3–0 | 1–2 | 0–0 | 3–0 | 1–0 | 2–0 |
| Lorca Deportiva CF         | 0–2 | 1–1 | 2–0 | 2–0 | 1–0 | 1–1 | 1–0 | 2–0 | 3–0 | 0–1 | —   | 0–0 | 4–0 | 4–0 | 1–2 | 0–3 | 2–1 | 1–1 | 3–1 | 1–0 |
| Mérida UD                  | 1–0 | 1–1 | 2–0 | 0–0 | 1–1 | 1–1 | 4–0 | 1–1 | 3–0 | 6–0 | 2–2 | —   | 1–0 | 1–0 | 1–2 | 0–0 | 0–1 | 3–0 | 1–0 | 2–1 |
| CDA Navalcarnero           | 0–1 | 1–2 | 1–3 | 1–2 | 1–2 | 1–0 | 2–1 | 2–1 | 2–2 | 1–2 | 0–1 | 2–0 | —   | 2–3 | 1–0 | 4–1 | 0–0 | 0–0 | 0–2 | 1–0 |
| UD Pájara Playas de Jandía | 3–1 | 1–1 | 4–1 | 0–1 | 1–1 | 0–2 | 1–3 | 0–1 | 0–1 | 0–0 | 0–0 | 2–3 | 1–1 | —   | 2–0 | 4–1 | 3–0 | 0–0 | 1–1 | 1–1 |
| Real Murcia CF "B"         | 1–2 | 1–0 | 1–0 | 0–0 | 2–0 | 0–0 | 0–0 | 2–0 | 2–2 | 2–0 | 2–1 | 0–0 | 1–0 | 0–0 | —   | 2–1 | 1–0 | 1–0 | 3–0 | 2–1 |
| Real Madrid Castilla       | 4–1 | 0–1 | 2–0 | 0–0 | 1–1 | 0–1 | 4–0 | 0–1 | 4–2 | 3–2 | 0–2 | 2–0 | 2–1 | 2–0 | 2–2 | —   | 2–2 | 5–1 | 2–0 | 1–0 |
| Sangonera Atlético CF      | 2–1 | 3–3 | 1–0 | 0–0 | 0–0 | 2–1 | 3–1 | 1–1 | 1–0 | 1–1 | 0–0 | 1–0 | 1–3 | 2–0 | 3–1 | 1–2 | —   | 2–0 | 0–0 | 2–1 |
| Universidad LPGC CF        | 0–2 | 0–0 | 0–0 | 2–0 | 3–1 | 0–0 | 2–1 | 1–0 | 3–1 | 0–0 | 0–3 | 2–0 | 4–2 | 1–0 | 0–1 | 2–1 | 1–0 | —   | 1–1 | 2–1 |
| UD Vecindario              | 1–0 | 0–1 | 2–1 | 0–0 | 1–0 | 2–2 | 0–1 | 2–1 | 2–1 | 1–2 | 2–1 | 0–2 | 2–0 | 0–0 | 0–0 | 0–2 | 2–1 | 1–1 | —   | 2–0 |
| UD Villa de Santa Brígida  | 2–2 | 0–0 | 1–2 | 3–1 | 0–2 | 1–1 | 1–3 | 1–1 | 0–0 | 0–1 | 2–2 | 1–3 | 3–0 | 4–2 | 2–0 | 0–0 | 0–0 | 2–1 | 0–0 | —   |

#### Máximos goleadores
| #  | Jugador    | Equipo               | Goles |
| -- | ---------- | -------------------- | ----- |
| 1º | Sabino     | Mérida UD            | 18    |
| 2º | Bueno      | Real Madrid Castilla | 16    |
| 3º | Szalai     | Real Madrid Castilla | 16    |
| 4º | Manu Busto | Lorca Deportiva CF   | 16    |
| 5º | Susaeta    | AD Alcorcón          | 14    |

#### Porteros menos goleados
| #  | Jugador          | Equipo             | Goles | Partidos | Promedio |
| -- | ---------------- | ------------------ | ----- | -------- | -------- |
| 1º | Zapata           | CF Atlético Ciudad | 17    | 28       | 0,6      |
| 2º | Rubén            | FC Cartagena       | 24    | 32       | 0,75     |
| 3º | Orlando Quintana | Lorca Deportiva CF | 29    | 34       | 0,85     |
| 4º | Campos           | Real Murcia CF "B" | 24    | 28       | 0,85     |
| 5º | Garavano         | Mérida UD          | 26    | 30       | 0,86     |

### Grupo III

#### Clasificación
| Pos. | Equipo                      | Pts. | PJ | G  | E  | P  | GF | GC | Dif. | Clasificación                                   |
| ---- | --------------------------- | ---- | -- | -- | -- | -- | -- | -- | ---- | ----------------------------------------------- |
| 1    | C. D. Alcoyano              | 73   | 38 | 22 | 7  | 9  | 61 | 37 | +24  | Acceso a Promoción de ascenso para campeones    |
| 2    | Villarreal C. F. "B" (A)    | 72   | 38 | 22 | 6  | 10 | 73 | 41 | +32  | Acceso a Promoción de ascenso para no campeones |
| 3    | U. E. Sant Andreu           | 62   | 38 | 15 | 17 | 6  | 45 | 34 | +11  | Acceso a Promoción de ascenso para no campeones |
| 4    | C. E. Sabadell F. C.        | 61   | 38 | 16 | 13 | 9  | 53 | 44 | +9   | Acceso a Promoción de ascenso para no campeones |
| 5    | F. C. Barcelona "B"         | 60   | 38 | 15 | 15 | 8  | 50 | 38 | +12  |                                                 |
| 6    | Ontinyent C. F.             | 58   | 38 | 15 | 13 | 10 | 46 | 35 | +11  |                                                 |
| 7    | U. D. A. Gramenet           | 57   | 38 | 15 | 12 | 11 | 52 | 47 | +5   |                                                 |
| 8    | U. E. Lleida                | 56   | 38 | 14 | 14 | 10 | 45 | 38 | +7   |                                                 |
| 9    | C. F. Badalona              | 53   | 38 | 14 | 11 | 13 | 46 | 43 | +3   |                                                 |
| 10   | C. F. Gavà                  | 51   | 38 | 13 | 12 | 13 | 42 | 43 | −1   |                                                 |
| 11   | Orihuela C. F.              | 49   | 38 | 14 | 7  | 17 | 47 | 54 | −7   |                                                 |
| 12   | Valencia C. F. Mestalla     | 48   | 38 | 12 | 12 | 14 | 45 | 51 | −6   |                                                 |
| 13   | C. A. Osasuna "B"           | 48   | 38 | 11 | 15 | 12 | 48 | 53 | −5   |                                                 |
| 14   | Benidorm C. D.              | 45   | 38 | 10 | 15 | 13 | 37 | 36 | +1   |                                                 |
| 15   | C. D. Dénia                 | 45   | 38 | 10 | 15 | 13 | 34 | 40 | −6   |                                                 |
| 16   | Terrassa F. C.              | 42   | 38 | 12 | 6  | 20 | 42 | 64 | −22  | Acceso a Promoción de permanencia               |
| 17   | U. D. Alzira (D)            | 41   | 38 | 9  | 14 | 15 | 34 | 44 | −10  | Descenso a Tercera División                     |
| 18   | U. D. Ibiza-Eivissa (D)     | 35   | 38 | 7  | 14 | 17 | 46 | 64 | −18  | Descenso a Tercera División                     |
| 19   | S. C. R. Peña Deportiva (D) | 34   | 38 | 9  | 7  | 22 | 35 | 55 | −20  | Descenso a Tercera División                     |
| 20   | C. D. Atlético Baleares (D) | 33   | 38 | 8  | 9  | 21 | 24 | 54 | −30  | Descenso a Tercera División                     |

 Fuente: BDFutbol
Criterios de clasificación: Puntos · Enfrentamientos directos · Diferencia de goles · Goles a favor · Play-off

#### Resultados
| Local \ Visitante    | Alc | Alz | Atb | Bad | Bar | Ben | Den | Gav | Gra | Ibi | Lle | Ont | Ori | Osa | Sab | San | Sae | Ter | Val | Vil |
| -------------------- | --- | --- | --- | --- | --- | --- | --- | --- | --- | --- | --- | --- | --- | --- | --- | --- | --- | --- | --- | --- |
| CD Alcoyano          | —   | 2–1 | 3–1 | 2–0 | 0–2 | 2–0 | 2–0 | 1–0 | 5–2 | 4–0 | 1–0 | 2–0 | 4–1 | 2–2 | 2–0 | 0–0 | 2–1 | 2–1 | 1–3 | 1–0 |
| UD Alzira            | 1–2 | —   | 2–1 | 2–1 | 1–1 | 1–0 | 2–2 | 0–2 | 1–2 | 1–0 | 0–1 | 1–0 | 1–3 | 2–2 | 0–0 | 2–2 | 1–1 | 3–1 | 1–1 | 0–3 |
| CD Atlético Baleares | 1–0 | 0–0 | —   | 1–3 | 3–2 | 2–1 | 0–1 | 0–0 | 0–0 | 0–0 | 0–3 | 0–0 | 2–1 | 0–0 | 1–1 | 0–2 | 1–0 | 0–1 | 0–4 | 0–2 |
| CF Badalona          | 1–0 | 0–1 | 2–0 | —   | 4–0 | 1–0 | 2–1 | 1–3 | 2–2 | 2-! | 2–2 | 0–0 | 1–1 | 3–0 | 0–0 | 1–0 | 0–0 | 2–3 | 0–3 | 3–0 |
| FC Barcelona "B"     | 0–2 | 2–1 | 2–1 | 1–0 | —   | 1–0 | 1–2 | 0–0 | 2–0 | 2–0 | 0–1 | 1–1 | 4–0 | 2–2 | 2–1 | 1–1 | 3–2 | 3–0 | 0–0 | 3–2 |
| Benidorm CD          | 0–1 | 0–0 | 0–1 | 4–1 | 1–2 | —   | 1–0 | 0–0 | 1–1 | 2–0 | 1–1 | 2–2 | 2–0 | 0–0 | 2–4 | 0–0 | 2–0 | 0–0 | 3–1 | 1–1 |
| CD Denia             | 2–2 | 1–0 | 4–0 | 0–2 | 0–0 | 0–0 | —   | 1–0 | 1–1 | 1–1 | 0–0 | 1–1 | 1–3 | 1–0 | 1–0 | 0–0 | 3–2 | 2–0 | 0–0 | 3–1 |
| CF Gavà              | 1–2 | 2–0 | 0–1 | 3–0 | 1–1 | 0–0 | 1–0 | —   | 1–0 | 2–1 | 2–2 | 2–1 | 0–0 | 4–2 | 2–0 | 0–0 | 1–0 | 1–0 | 0–4 | 1–2 |
| UDA Gramenet         | 2–0 | 0–0 | 3–2 | 1–1 | 0–0 | 1–2 | 1–0 | 1–1 | —   | 4–2 | 3–0 | 0–1 | 1–3 | 0–1 | 0–1 | 0–2 | 2–0 | 6–2 | 2–1 | 2–1 |
| UD Ibiza-Eivissa     | 4–2 | 1–1 | 2–0 | 1–1 | 2–3 | 3–2 | 0–0 | 3–1 | 2–2 | —   | 1–1 | 1–0 | 1–0 | 5–6 | 2–2 | 1–1 | 1–2 | 0–2 | 1–1 | 1–1 |
| UE Lleida            | 0–0 | 0–0 | 1–0 | 0–2 | 0–3 | 0–0 | 1–0 | 1–0 | 0–0 | 1–0 | —   | 3–2 | 1–1 | 1–1 | 0–0 | 0–0 | 5–1 | 5–1 | 4–0 | 0–0 |
| Ontinyent CF         | 1–0 | 0–1 | 2–0 | 2–1 | 0–0 | 1–1 | 0–0 | 0–0 | 1–2 | 3–0 | 2–1 | —   | 1–1 | 2–0 | 1–0 | 1–1 | 4–0 | 2–0 | 1–0 | 2–1 |
| Orihuela CF          | 1–2 | 1–3 | 2–0 | 1–2 | 1–1 | 1–2 | 3–1 | 1–0 | 3–1 | 1–2 | 2–1 | 1–0 | —   | 0–1 | 1–2 | 2–3 | 3–2 | 2–0 | 0–2 | 1–3 |
| Atlético Osasuna "B" | 2–1 | 1–0 | 2–2 | 1–0 | 2–2 | 0–2 | 1–1 | 2–3 | 0–0 | 3–3 | 0–2 | 0–2 | 4–0 | —   | 1–2 | 0–1 | 1–0 | 1–0 | 4–0 | 2–2 |
| CE Sabadell FC       | 0–0 | 2–1 | 1–1 | 0–0 | 2–2 | 0–1 | 1–1 | 5–2 | 2–2 | 1–0 | 4–1 | 1–2 | 1–0 | 1–1 | —   | 3–0 | 2–1 | 3–2 | 2–0 | 2–2 |
| UE Sant Andreu       | 1–1 | 1–0 | 1–0 | 0–0 | 1–0 | 2–1 | 2–0 | 0–0 | 1–2 | 2–1 | 3–2 | 2–2 | 1–1 | 1–1 | 1–2 | —   | 1–0 | 0–1 | 5–1 | 3–2 |
| SCR Peña Deportiva   | 1–3 | 1–1 | 1–0 | 1–1 | 1–0 | 2–1 | 1–1 | 3–1 | 0–1 | 2–0 | 0–1 | 2–1 | 0–1 | 3–2 | 4–0 | 1–1 | —   | 0–1 | 0–2 | 0–3 |
| Terrassa FC          | 3–2 | 0–0 | 1–0 | 0–1 | 1–1 | 3–1 | 2–1 | 3–3 | 1–3 | 0–0 | 2–1 | 2–3 | 0–2 | 0–1 | 1–3 | 1–2 | 1–0 | —   | 2–2 | 0–1 |
| Valencia CF Mestalla | 1–1 | 3–1 | 1–2 | 3–2 | 0–0 | 1–1 | 4–1 | 1–0 | 4–1 | 1–1 | 1–2 | 0–0 | 0–0 | 4–0 | 1–2 | 1–1 | 0–1 | 3–4 | —   | 0–2 |
| Villarreal CF "B"    | 1–2 | 2–1 | 3–1 | 3–1 | 2–0 | 0–0 | 2–0 | 4–2 | 0–1 | 4–2 | 3–0 | 5–2 | 1–2 | 1–0 | 3–0 | 3–0 | 2–1 | 2–0 | 3–1 | —   |

#### Máximos goleadores
| #  | Jugador     | Equipo            | Goles |
| -- | ----------- | ----------------- | ----- |
| 1º | Chando      | Villarreal CF "B" | 22    |
| 2º | Keko        | CF Gavá           | 21    |
| 3º | Meca        | UDA Gramenet      | 19    |
| 4º | David Prats | CF Badalona       | 18    |
| 5º | Joan Tomás  | Villarreal CF "B" | 17    |

#### Porteros menos goleados
| #  | Jugador    | Equipo           | Goles | Partidos | Promedio |
| -- | ---------- | ---------------- | ----- | -------- | -------- |
| 1º | Morales    | UE Sant Andreu   | 34    | 38       | 0,89     |
| 2º | Rangel     | Ontinyent CF     | 34    | 37       | 0,91     |
| 3º | Maestro    | CD Alcoyano      | 37    | 38       | 0,97     |
| 4º | Eduardo    | UE Lleida        | 36    | 36       | 1        |
| 5º | Rubén Miño | FC Barcelona "B" | 29    | 29       | 1        |

### Grupo IV

#### Clasificación
| Pos. | Equipo                 | Pts. | PJ | G  | E  | P  | GF | GC | Dif. | Clasificación                                   |
| ---- | ---------------------- | ---- | -- | -- | -- | -- | -- | -- | ---- | ----------------------------------------------- |
| 1    | Cádiz C. F. (A)        | 79   | 38 | 24 | 7  | 7  | 71 | 42 | +29  | Acceso a Promoción de ascenso para campeones    |
| 2    | Real Jaén C. F.        | 71   | 38 | 19 | 14 | 5  | 44 | 21 | +23  | Acceso a Promoción de ascenso para no campeones |
| 3    | Polideportivo Ejido    | 66   | 38 | 18 | 12 | 8  | 60 | 39 | +21  | Acceso a Promoción de ascenso para no campeones |
| 4    | U. D. Marbella         | 64   | 38 | 16 | 16 | 6  | 48 | 33 | +15  | Acceso a Promoción de ascenso para no campeones |
| 5    | U. D. Puertollano      | 63   | 38 | 17 | 12 | 9  | 56 | 36 | +20  |                                                 |
| 6    | U. D. Melilla          | 62   | 38 | 18 | 8  | 12 | 49 | 38 | +11  |                                                 |
| 7    | A. D. Ceuta            | 58   | 38 | 15 | 13 | 10 | 59 | 40 | +19  |                                                 |
| 8    | U. B. Conquense        | 57   | 38 | 16 | 9  | 13 | 55 | 57 | −2   |                                                 |
| 9    | C. D. Guadalajara      | 56   | 38 | 15 | 11 | 12 | 39 | 29 | +10  |                                                 |
| 10   | Granada C. F.          | 51   | 38 | 13 | 12 | 13 | 53 | 52 | +1   |                                                 |
| 11   | Real Betis "B"         | 48   | 38 | 12 | 12 | 14 | 42 | 52 | −10  |                                                 |
| 12   | C. D. Roquetas         | 47   | 38 | 11 | 14 | 13 | 44 | 40 | +4   |                                                 |
| 13   | C. D. Linares (D)      | 43   | 38 | 11 | 10 | 17 | 41 | 54 | −13  | Descenso a Tercera División                     |
| 14   | Écija Balompié         | 43   | 38 | 11 | 10 | 17 | 37 | 50 | −13  |                                                 |
| 15   | Lucena C. F.           | 40   | 38 | 10 | 10 | 18 | 47 | 62 | −15  |                                                 |
| 16   | Antequera C. F. (D)    | 40   | 38 | 10 | 10 | 18 | 43 | 56 | −13  | Acceso a Promoción de permanencia               |
| 17   | C. D. San Fernando (D) | 38   | 38 | 9  | 11 | 18 | 46 | 66 | −20  | Descenso a Tercera División                     |
| 18   | Granada 74 C. F. (D)   | 36   | 38 | 9  | 9  | 20 | 34 | 61 | −27  | Descenso a Tercera División                     |
| 19   | R. B. Linense (D)      | 34   | 38 | 7  | 13 | 18 | 35 | 54 | −19  | Descenso a Tercera División                     |
| 20   | Racing Portuense (D)   | 30   | 38 | 5  | 15 | 18 | 26 | 57 | −31  | Descenso a Tercera División                     |

 Fuente: BDFutbol
Criterios de clasificación: Puntos · Enfrentamientos directos · Diferencia de goles · Goles a favor · Play-off
Notas:
1. ↑  El C. D. Linares desapareció al final de la temporada por motivos económicos.[1]

#### Resultados
| Local \ Visitante   | Ant | Bet | Cad | Ceu | Con | Eci | Eji | Gra | G74 | Gua | Jae | Lia | Lie | Luc | Mar | Mel | Por | Pue | Roq | San |
| ------------------- | --- | --- | --- | --- | --- | --- | --- | --- | --- | --- | --- | --- | --- | --- | --- | --- | --- | --- | --- | --- |
| Antequera CF        | —   | 1–1 | 0–1 | 2–0 | 2–1 | 2–0 | 3–2 | 4–2 | 4–0 | 1–2 | 1–3 | 1–0 | 0–0 | 0–2 | 0–1 | 0–1 | 1–1 | 3–2 | 2–0 | 1–1 |
| Real Betis "B"      | 2–2 | —   | 0–1 | 0–2 | 2–3 | 3–0 | 1–2 | 3–2 | 0–0 | 1–1 | 1–2 | 3–1 | 2–1 | 1–0 | 0–1 | 3–1 | 2–1 | 4–1 | 1–3 | 4–1 |
| Cádiz CF            | 3–0 | 1–1 | —   | 5–2 | 2–3 | 1–0 | 1–0 | 2–3 | 2–0 | 1–2 | 0–0 | 2–0 | 1–2 | 2–1 | 3–3 | 3–0 | 1–0 | 1–1 | 1–0 | 6–2 |
| AD Ceuta            | 2–0 | 1–1 | 1–2 | —   | 3–0 | 3–0 | 0–1 | 3–0 | 3–0 | 2–2 | 2–5 | 0–0 | 1–1 | 3–0 | 2–0 | 1–0 | 5–1 | 1–2 | 0–0 | 2–0 |
| UB Conquense        | 1–0 | 1–4 | 2–0 | 0–2 | —   | 2–1 | 0–0 | 1–1 | 4–0 | 2–2 | 1–1 | 3–4 | 2–1 | 2–2 | 1–0 | 2–1 | 1–0 | 2–1 | 3–3 | 3–1 |
| Écija Balompié      | 4–2 | 3–3 | 1–1 | 1–3 | 1–0 | —   | 1–2 | 0–0 | 1–0 | 0–0 | 0–1 | 2–1 | 1–1 | 2–2 | 0–1 | 3–0 | 0–0 | 1–0 | 1–1 | 2–0 |
| Polideportivo Ejido | 3–0 | 3–0 | 0–1 | 4–1 | 3–2 | 1–1 | —   | 3–2 | 2–0 | 1–0 | 2–1 | 1–1 | 2–2 | 2–2 | 2–0 | 1–0 | 4–2 | 1–1 | 2–0 | 0–0 |
| Granada CF          | 0–1 | 2–1 | 3–3 | 3–2 | 1–2 | 0–1 | 0–0 | —   | 3–1 | 1–0 | 2–2 | 5–0 | 3–0 | 3–1 | 0–0 | 1–0 | 3–1 | 3–2 | 1–3 | 1–1 |
| Granada 74 CF       | 1–0 | 2–1 | 1–2 | 0–1 | 2–1 | 2–4 | 0–2 | 2–1 | —   | 2–1 | 1–3 | 2–4 | 2–0 | 0–3 | 0–1 | 1–1 | 0–0 | 1–1 | 1–0 | 1–1 |
| CD Guadalajara      | 3–0 | 2–2 | 1–2 | 0–0 | 0–1 | 0–1 | 2–1 | 0–1 | 1–0 | —   | 0–1 | 1–1 | 2–0 | 2–0 | 1–0 | 1–0 | 1–3 | 1–0 | 0–0 | 1–0 |
| Real Jaén CF        | 0–0 | 0–0 | 0–1 | 1–0 | 2–0 | 0–0 | 1–0 | 3–0 | 1–0 | 1–0 | —   | 0–1 | 3–2 | 1–0 | 1–1 | 0–0 | 0–0 | 2–2 | 1–0 | 1–1 |
| CD Linares          | 5–4 | 1–2 | 1–3 | 0–3 | 0–1 | 2–0 | 1–3 | 1–1 | 0–0 | 0–3 | 0–0 | —   | 1–0 | 0–2 | 0–1 | 0–0 | 4–0 | 1–0 | 0–0 | 1–2 |
| RB Linense          | 3–1 | 1–0 | 2–2 | 0–0 | 1–2 | 1–0 | 1–1 | 1–1 | 0–3 | 2–2 | 0–1 | 0–1 | —   | 2–3 | 0–1 | 2–3 | 2–0 | 0–1 | 2–2 | 2–1 |
| Lucena CF           | 1–1 | 1–2 | 1–2 | 1–1 | 1–1 | 2–0 | 2–2 | 0–0 | 2–3 | 0–3 | 0–0 | 2–1 | 1–2 | —   | 1–2 | 2–0 | 4–0 | 1–3 | 1–1 | 3–1 |
| UD Marbella         | 1–0 | 1–1 | 2–1 | 1–1 | 2–2 | 3–0 | 2–1 | 1–1 | 2–0 | 1–0 | 0–0 | 1–1 | 3–0 | 3–0 | —   | 2–2 | 1–0 | 2–2 | 1–1 | 3–3 |
| UD Melilla          | 1–1 | 2–0 | 3–1 | 1–1 | 1–0 | 3–2 | 4–0 | 2–1 | 2–0 | 0–0 | 2–1 | 0–2 | 2–0 | 2–1 | 2–2 | —   | 3–0 | 1–2 | 2–0 | 2–0 |
| Racing Portuense    | 0–0 | 1–1 | 1–2 | 3–3 | 0–0 | 1–0 | 2–2 | 0–0 | 2–1 | 0–0 | 0–3 | 2–0 | 1–1 | 1–2 | 0–0 | 0–3 | —   | 0–2 | 0–0 | 0–2 |
| UD Puertollano      | 1–0 | 0–0 | 0–2 | 0–0 | 3–0 | 3–1 | 0–0 | 3–1 | 2–2 | 0–1 | 1–0 | 1–1 | 2–0 | 4–0 | 1–1 | 2–0 | 1–0 | —   | 1–0 | 2–0 |
| CD Roquetas         | 2–2 | 2–0 | 0–2 | 2–1 | 5–2 | 1–2 | 0–3 | 2–0 | 1–1 | 1–0 | 0–1 | 3–0 | 0–0 | 3–0 | 1–0 | 0–1 | 1–2 | 1–1 | —   | 3–0 |
| CD San Fernando     | 3–1 | 2–1 | 3–4 | 1–1 | 2–1 | 2–0 | 2–1 | 0–1 | 2–2 | 0–1 | 0–1 | 0–4 | 0–0 | 4–0 | 2–1 | 0–1 | 1–1 | 3–5 | 2–2 | —   |

#### Máximos goleadores
| #  | Jugador         | Equipo              | Goles |
| -- | --------------- | ------------------- | ----- |
| 1º | Tariq           | UD Puertollano      | 24    |
| 2º | Molina          | Polideportivo Ejido | 19    |
| 3º | Elvis           | AD Ceuta            | 19    |
| 4º | Mariano Toedtli | Cádiz CF            | 16    |
| 5º | Andrés Ramos    | UD Melilla          | 15    |

#### Porteros menos goleados
| #  | Jugador        | Equipo              | Goles | Partidos | Promedio |
| -- | -------------- | ------------------- | ----- | -------- | -------- |
| 1º | Dani Hernández | Real Jaén CF        | 21    | 38       | 0,55     |
| 2º | Álvaro Núñez   | CD Guadalajara      | 19    | 29       | 0,65     |
| 3º | Ávila          | UD Marbella         | 33    | 37       | 0,89     |
| 4º | Valerio        | Polideportivo Ejido | 30    | 32       | 0,93     |
| 5º | Noé Calleja    | UD Puertollano      | 36    | 38       | 0,94     |

## Promoción de ascenso a Segunda División
- Se clasifican los siguientes equipos a la promoción de ascenso:

| Pos                                              | Grupo I          | Grupo II           | Grupo III         | Grupo IV            |
| ------------------------------------------------ | ---------------- | ------------------ | ----------------- | ------------------- |
| 1º                                               | Real Unión Club  | FC Cartagena       | CD Alcoyano       | Cádiz CF            |
| 2º                                               | Cultural Leonesa | Lorca Deportiva CF | Villarreal CF "B" | Real Jaén CF        |
| 3º                                               | SD Ponferradina  | AD Alcorcón        | UE Sant Andreu    | Polideportivo Ejido |
| 4º                                               | Zamora CF        | CD Leganés         | CE Sabadell FC    | UD Marbella         |
| En negrita equipos que suben a Segunda División. |                  |                    |                   |                     |

## Promoción de permanencia
- Se clasifican los siguientes equipos a la promoción de permanencia:

| Sporting de Gijón "B"                                 | Las Palmas Atlético | Terrassa FC | Antequera CF |
| En negrita equipos que descienden a Tercera División. |                     |             |              |

## Resumen
Ascienden a Segunda división:
| - Cádiz Club de Fútbol | - Fútbol Club Cartagena | - Real Unión Club | - Villarreal Club de Fútbol "B" |

Descienden a Tercera división: 
| Grupo I - Sociedad Deportiva Ciudad de Santiago - RC Deportivo de La Coruña "B" - Real Sociedad de Fútbol "B" - Real Valladolid Club de Fútbol "B" - Club Marino de Luanco | Grupo II - Lorca Deportiva Club de Fútbol - Mérida Unión Deportiva - Unión Deportiva Fuerteventura - Unión Deportiva Las Palmas Atlético - Club Deportivo Artístico Navalcarnero - Unión Deportiva Pájara Playas de Jandía - Club Deportivo Alfaro - Unión Deportiva Villa de Santa Brígida | Grupo III - Unión Deportiva Alzira - Unión Deportiva Ibiza-Eivissa - Sociedad Cultural y Recreativa Peña Deportiva - Club Deportivo Atlético Baleares | Grupo IV - Club Deportivo Linares - Antequera Club de Fútbol - Club Deportivo San Fernando - Granada 74 Club de Fútbol - Real Balompédica Linense - Racing Club Portuense |

Campeón de Segunda División B:
| - CÁDIZ CLUB DE FÚTBOL |

## Copa del Rey
Los cinco primeros clasificados de cada grupo, exceptuando a los filiales, y los cuatro siguientes equipos con mejor puntuación en todos los grupos se clasifican para la siguiente edición de la Copa del Rey. La plaza de los filiales la ocupan los siguientes equipos mejor clasificados.